# Princesas de Bourbon-Duas Sicílias pelo casamento
Esta é a lista das Princesas de Bourbon-Duas Sícilias pelo casamento desde a ascensão ao trono de Fernando I ao Reino das Duas Sicílias a 12 de Dezembro de 1816. Pessoas que possuam o título de princesas serão usualmente chamadas de "Sua Alteza Real" (S.A.R.). Apesar da unificação do Reino das Duas Sicílias com o Reino de Itália a 12 de Fevereiro de 1861, esposas de descendentes homens de Fernano I continuam a usar o título de Princesa de Bourbon-Duas Sicílias.

## Lista de Princesas de Bourbon-Duas Sicílias pelo casamento desde 1816
| Princesa                                                         | Data de Nascimento      | Data da Morte          | Marido                          | Notas                                                                                             |
| ---------------------------------------------------------------- | ----------------------- | ---------------------- | ------------------------------- | ------------------------------------------------------------------------------------------------- |
| Maria Isabel, Rainha das Duas Sicílias                           | 6 de Julho de 1789      | 13 de Setembro de 1848 | Francisco I                     | Deteve este título desde a ascensão do seu sogro até à ascensão do seu marido em 1825.            |
| Clementina, Princesa de Salerno                                  | 1 de Março de 1798      | 3 de Setembro de 1881  | Leopoldo, Príncipe de Salerno   | Deteve este título desde ascensão do seu sogro até à morte                                        |
| Maria, Condessa de Siracusa                                      | 29 de Setembro de 1814  | 2 de Janeiro de 1874   | Leopoldo, Conde de Siracusa     | Deteve este título desde o seu casamento em 1837 até à morte.                                     |
| Januária Maria, Princesa Imperial do Brasil e Condessa de Áquila | 11 de Março de 1822     | 13 de Março de 1901    | Luís, Conde de Áquila           | Deteve este título desde o seu casamento em 1844 até à morte.                                     |
| Maria Isabel, Condessa de Trapani                                | 21 de Maio de 1834      | 14 de Julho de 1901    | Francisco, Conde de Trapani     | Deteve este título desde o seu casamento em 1850 até à morte.                                     |
| Maria Sofia, Rainhas das Duas Sicílias                           | 4 de Outubro de 1841    | 19 de Janeiro de 1925  | Francisco II                    | Deteve este título desde o seu casamento em 1859 até à ascensão do seu marido, três meses depois. |
| Matilde Ludovica, Condessa de Trani                              | 30 de Setembro de 1843  | 18 de Junho de 1925    | Luís, Conde de Trani            | Deteve este título desde o seu casamento em 1861 até à morte.                                     |
| Antonieta, Condessa de Caserta*                                  | 16 de Março de 1851     | 12 de Setembro de 1938 | Afonso, Conde de Caserta        | Deteve este título desde o seu nascimento até à morte.                                            |
| Isabel, Princesa das Astúrias e Condessa de Girgenti             | 20 de Dezembro de 1851  | 23 de Abril de 1931    | Caetano, Conde de Girgenti      | Deteve este título desde o seu casamento em 1868 até à morte.                                     |
| Maria Ludovica Teresa, Duquesa de Calabria                       | 6 de Julho de 1872      | 10 de Junho de 1954    | Fernando Pio, Duque de Calabria | Deteve este título desde o seu casamento em 1897 até à morte.                                     |
| Mercedes, Princesa das Astúrias                                  | 11 de Setembro de 1880  | 17 de Outubro de 1904  | Príncipe Carlos                 | Deteve este título desde o seu casamento em 1901 até à morte.                                     |
| Princesa Luísa                                                   | 24 de Fevereiro de 1882 | 18 de Abril de 1958    | Príncipe Carlos                 | Deteve este título desde o seu casamento em 1907 até à morte.                                     |
| Princesa Beatriz                                                 |                         |                        | Príncipe Januário               | Deteve este título desde o seu casamento em 1922 até à morte.                                     |
| Maria Carolina, Duquesa de Castro                                | 22 de Setembro de 1896  | 9 de Maio de 1968      | Rainier, Duque de Castro        | Deteve este título desde o seu casamento em 1923 até à morte.                                     |
| Princesa Maria Luísa                                             | 31 de Dezembro de 1896  | 8 de Março de 1973     | Príncipe Filipe                 | Deteve este título desde o seu casamento em 1916 até ao divórcio em 1925.                         |
| Princesa Malgorzata Izabella                                     | 17 de Agosto de 1902    | 8 de Março de 1929     | Príncipe Gabriel                | Deteve este título desde o seu casamento em 1927 até à morte.                                     |
| Princess Cecília                                                 | 28 de Junho de 1907     | 20 Setembro de 2001    | Príncipe Gabriel                | Deteve este título desde o seu casamento em 1932 até à morte.                                     |
| Alice, Duquessa de Calabria                                      | 13 de Novembro de 1917  |                        | Afonso, Duque de Calabria       | Detém o título desde o seu casamento em 1936.                                                     |
| Chantal, Duquesa de Castro                                       | 10 de Janeiro de 1925   | 24 de Maio de 2005     | Fernando, Duque de Castro       | Deteve este título desde o seu casamento em 1949 até à morte.                                     |
| Princesa Isabel                                                  | 2 de Fevereiro de 1933  |                        | Príncipe António                | Detém o título desde o seu casamento em 1958.                                                     |
| Princesa Maria Cristina                                          | 12 de Setembro de 1933  |                        | Príncipe Casimiro               | Detém o título desde o seu casamento em 1967.                                                     |
| Ana, Duquesa de Calabria                                         | 4 de Dezembro de 1938   |                        | Carlos, Duque de Calabria       | Detém o título desde o seu casamento em 1965.                                                     |
| Princesa Alexandra                                               | 2 de Junho de 1967      |                        | Príncipe Francisco              | Detém o título desde o seu casamento em 2000.                                                     |
| Camilla, Duquesa de Castro                                       | 5 de Abril de 1971      |                        | Carlos, Duque de Castro         | Detém o título desde o seu casamento em 1998.                                                     |
| Princesa Cristina                                                | 20 de Maio de 1969      |                        | Príncipe Luís                   | Detém o título desde o seu casamento em 1998.                                                     |
| Princesa Sofia                                                   | 23 de Novembro de 1973  |                        | Príncipe Pedro                  | Detém o título desde o seu casamento em 2001.                                                     |